# Betriebsergebnis
Das Betriebsergebnis (auch: Betriebserfolg; englisch operating income, operating result) ist in der Betriebswirtschaftslehre der aus dem operativen Geschäft eines Unternehmens stammende Erfolg in einem Geschäftsjahr. 

## Allgemeines
Der Wortbestandteil „Betrieb“ weist darauf hin, dass dieses Aggregat aus dem Betriebszweck resultieren muss; der Bestandteil „Ergebnis“ ist neutral, so dass sowohl ein Betriebsgewinn als auch ein Betriebsverlust gemeint sein können. Die betriebswirtschaftliche Erfolgsspaltung sieht international vor, dass der von einem Unternehmen erwirtschaftete Jahresüberschuss oder Jahresfehlbetrag weiter aufzugliedern ist. Hierdurch ergeben sich Zwischensummen, die Aussagen über den Betriebserfolg ermöglichen. Zu diesem Zweck wird das Betriebsergebnis ermittelt als Differenz zwischen den Leistungen und Kosten, wobei die Leistungen durch die Umsatzerlöse repräsentiert werden, von denen die zu ihrer Erzielung angefallenen Kosten abzuziehen sind. Betriebserfolg ist für Erwin Geldmacher der Unterschied zwischen Zweckertrag und Kosten.

## Arten
Je nachdem, in welcher Rechnung das Betriebsergebnis erscheint, unterscheidet man zwischen internem und externem Rechnungswesen. Das interne Rechnungswesen ist nur für das eigene Kostenmanagement und Controlling vorgesehen, während das externe im Rahmen des Jahresabschlusses veröffentlicht wird. 

### Betriebsergebnis im internen Rechnungswesen
Die veröffentlichte Gewinn- und Verlustrechnung enthält ein falsches Bild der Ertragslage, weil sie einerseits auch das nicht mit dem Betriebszweck zusammenhängende neutrale Ergebnis enthält und andererseits rein kalkulatorische – also nicht pagatorische – Effekte nicht beinhaltet.
Deshalb werden im internen Rechnungswesen die kalkulatorischen Kosten, kalkulatorischen Erlöse und der kalkulatorische Gewinn berücksichtigt. Zur klareren Unterscheidung vom Betriebsergebnis im externen Rechnungswesen spricht man deshalb auch vom kalkulatorischen Betriebsergebnis. Dieses Betriebsergebnis wird als „kalkulatorisch“ bezeichnet, weil es den betrieblichen Leistungen die betrieblichen Kosten gegenüberstellt und hierdurch das neutrale Ergebnis außer Betracht lässt.
Das kalkulatorische Betriebsergebnis wird wie folgt ermittelt:
```
    
Umsatzerlöse
 der Periode
    ± 
Bestandsveränderung
 fertiger und unfertiger Erzeugnisse zu 
Herstellungskosten

    + andere aktivierte 
Eigenleistungen

    + sonstige betriebliche 
Erträge

    - 
Materialaufwand

    - 
Personalaufwand

    - 
Abschreibungen

    - sonstige betriebliche 
Aufwendungen

    - 
kalkulatorische Kosten

    + 
kalkulatorischer Gewinn

    = kalkulatorisches Betriebsergebnis
```

### Betriebsergebnis im externen Rechnungswesen
In der Gewinn- und Verlustrechnung war das Betriebsergebnis lediglich eine Zwischensumme, nach der das neutrale Ergebnis (neutraler Aufwand – neutraler Ertrag) gesondert dargestellt wurde. Durch das Bilanzrichtlinie-Umsetzungsgesetz sind seit Dezember 2005 unter anderem der neutrale Aufwand (Position 15) und das neutrale Ergebnis (Position 17) als Zwischengröße in der Gewinn- und Verlustrechnung entfallen (§ 275 Abs. 2 HGB), so dass nicht mehr zwischen Betriebsergebnis und neutralem Ergebnis differenziert werden kann.

## International
Auch in Österreich und in der Schweiz geht die Gewinn- und Verlustrechnung (Erfolgsrechnung) vom Prinzip der Erfolgsspaltung aus. Sie ist in Österreich konkret vorgeschrieben in § 231 UGB, wobei außerordentliche Effekte weiterhin getrennt auszuweisen sind. In der Schweiz regelt Art. 558 OR, dass für jedes Geschäftsjahr aufgrund der Jahresrechnung der Gewinn oder Verlust zu ermitteln sind und der Anteil jedes Gesellschafters zu berechnen ist (Art. 959b Abs. 2 OR für die „Produktionserfolgsrechnung“; in Deutschland: Gesamtkostenverfahren, und Art. 959b Abs. 3 OR für die Absatzerfolgsrechnung; Umsatzkostenverfahren). Auch hier ist der Einzelausweis von betriebsfremdem Aufwand und Ertrag weiterhin vorgesehen.
Die International Financial Reporting Standards (IFRS) berücksichtigen seit 2003 das Betriebsergebnis nicht mehr. Die Streichung der Position „Ergebnis der gewöhnlichen Geschäftstätigkeit“ (englisch results of operating activities) im Jahre 2003 begründete der IASB im IAS 1.BC12 damit, dass das Ergebnis der betrieblichen Tätigkeit im IAS 1 nicht definiert sei und der Ausweis von nicht definierten Positionen nicht gefordert werden könne. Nach IAS 1 ist das Betriebsergebnis nicht zwingend als Zwischensumme innerhalb der Gewinn- und Verlustrechnung darzustellen. Gleichwohl hat nach IAS 1.99 das bilanzierende Unternehmen eine Aufwandsgliederung anzugeben, die entweder auf der Art des Aufwands oder auf dessen Funktion im Unternehmen beruht.